# Brigitte Perenyi
Brigitte Sossou Perenyi, född 1990 i Togo, är en ghanansk filmproducent som har uppmärksammats för sin självbiografiska dokumentärfilm My Stolen Childhood.
Brigitte Perenyi växte upp i en by med sina föräldrar men när hon var sju år gammal tvingades hon att flytta till sin farbror i Lomé. Farbrodern skänkte henne till ett tempel som Trokosi för att få förlåtelse för sina synder.
Trokosi är barn och unga kvinnor  som formellt ses som gudarnas fruar, men i verkligheten används av templets präster som tjänare eller sexslavar. Sedan 1998 har förfarandet varit olagligt i Ghana, men det förekommer fortfarande inom vissa stammar.
Förfarandet och templet där Perenyi vistades skildrades i ett dokumentärprogram på CBS med Christiane Amanpour som producent. En amerikan som såg programmet reste till Ghana för att befria  Perenyi. Han adopterade henne och hon flyttade till en familj i Ghana med jämnåriga barn. Två år senare flyttade hon till sin adoptivfar i Florida.
År 2010 reste Perenyi till sin hemby i Togo för att träffa sina föräldrar. Hon återvände sju år senare tillsammans med några filmare för att producera en dokumentär för BBC.